# Les Mangeurs de serpents
Les Mangeurs de serpents est un tableau réalisé par le peintre français Paul Sérusier en 1894 à Huelgoat, dans le Finistère. De format horizontal, cette tempera sur toile est une scène de genre qui pourrait représenter une sorte de rite dans un sous-bois en Bretagne. Elle figure deux personnes âgées assises à côté d'une jeune femme tenant une faucille face à une autre debout leur présentant un serpent. Passée par la collection privée de Gabriela Zapolska, l'œuvre est conservée au musée national de Varsovie, à Varsovie, en Pologne.

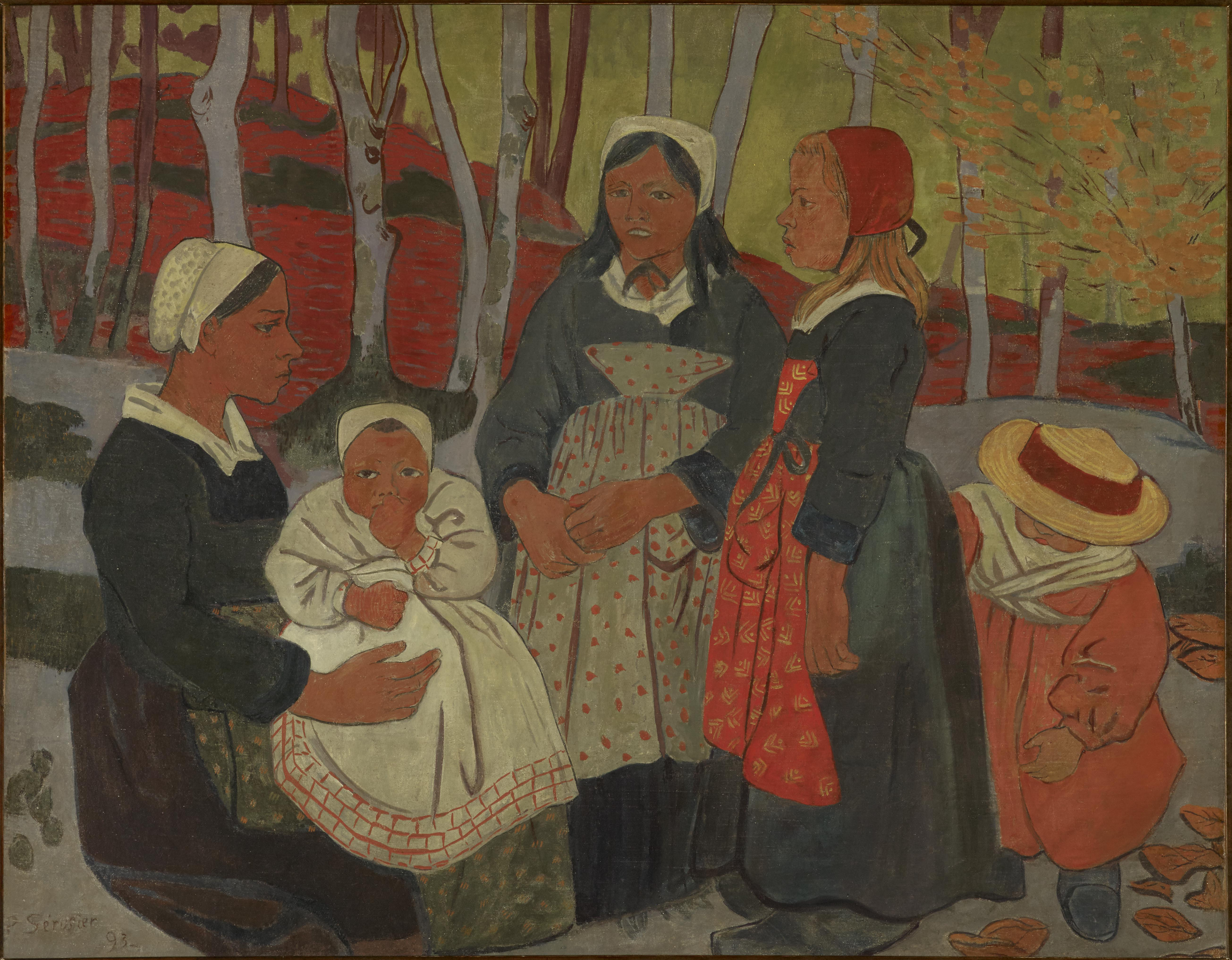
Bretons dans la forêt d'Huelgoat, 1893 – Musée d'Art d'Indianapolis, Indianapolis.